# Conicera
Conicera is een geslacht van insecten uit de familie van de Bochelvliegen (Phoridae), die tot de orde tweevleugeligen (Diptera) behoort.

## Soorten
- C. aldrichii Brues, 1903
- C. barberi (Malloch, 1913)
- C. cisalpina Schmitz, 1935
- C. crassicosta Disney, 1991
- C. dauci (Meigen, 1830)
- C. fallens Schmitz, 1948
- C. floricola Schmitz, 1938
- C. pauxilla Schmitz, 1920
- C. schnittmanni Schmitz, 1926
- C. similis (Haliday, 1833)
- C. tarsalis Schmitz, 1920
- C. tibialis Schmitz, 1925